# Karim El Debes
Karim Mohamed El Debes (in arabo كريم الدبيس‎?; Shibin El Qanater, 3 giugno 2003) è un calciatore egiziano, centrocampista dell'Al-Ahly.

## Carriera

### Club
El Debes è cresciuto nel settore giovanile del Wadi Degla, con cui ha debuttato il 20 gennaio 2021 nell'incontro di Prima Lega perso 3-1 contro l'Al-Masry. Ha segnato il suo primo gol il 16 marzo seguente contro il Ceramica Cleopatra.
Nel settembre del 2022 è stato ceduto a titolo definitivo all'Al-Ahly.

### Nazionale
Ha giocato nella nazionale egiziana Under-20.
Nel 2024 ha partecipato ai Giochi Olimpici.

## Statistiche

### Presenze e reti nei club
Statistiche aggiornate al 20 giugno 2025.
| Stagione          | Squadra           | Campionato        | Campionato | Campionato | Coppe nazionali | Coppe nazionali | Coppe nazionali | Coppe continentali | Coppe continentali | Coppe continentali | Altre coppe   | Altre coppe | Altre coppe | Totale | Totale | Totale |
| Stagione          | Squadra           | Comp              | Pres       | Reti       | Comp            | Pres            | Reti            | Comp               | Pres               | Reti               | Comp          | Pres        | Reti        | Pres   | Reti   |        |
| ----------------- | ----------------- | ----------------- | ---------- | ---------- | --------------- | --------------- | --------------- | ------------------ | ------------------ | ------------------ | ------------- | ----------- | ----------- | ------ | ------ | ------ |
| 2020-2021         | Wadi Degla        | PL                | 22         | 1          | CE              | 3               | 0               |                    | -                  | -                  |               | -           | -           | 25     | 1      |        |
| 2021-2022         | Wadi Degla        | 2L                | ?          | ?          | CE              | 0               | 0               |                    | -                  | -                  |               | -           | -           | ?      | ?      |        |
| Totale Wadi Degla | Totale Wadi Degla | Totale Wadi Degla | 22+        | 1+         |                 | 3               | 0               |                    | -                  | -                  |               | -           | -           | 25+    | 1+     |        |
| 2022-2023         | Al-Ahly           | PL                | 3          | 0          | CE+CdL          | 1+0             | 0               | CCL                | 0                  | 0                  | SE            | 0           | 0           | 4      | 0      |        |
| 2023-2024         | Al-Ahly           | PL                | 6          | 0          | CE              | 0               | 0               | CCL                | 3                  | 0                  | SE+AFL+SC+Cmc | 0+1+0+0     | 0           | 10     | 0      |        |
| 2024-2025         | Al-Ahly           | PL                | 14+1       | 0          | CE+CdL          | 0+0             | 0               | CCL                | 6                  | 0                  | SE+SA+CI+Cmc  | 0+0+0+0     | 0           | 21     | 0      |        |
| Totale Al Ahly    | Totale Al Ahly    | Totale Al Ahly    | 24         | 0          |                 | 1               | 0               |                    | 9                  | 0                  |               | 1           | 0           | 35     | 0      |        |
| Totale carriera   | Totale carriera   | Totale carriera   | 46+        | 1+         |                 | 4               | 0               |                    | 9                  | 0                  |               | 1           | 0           | 60+    | 1+     |        |

### Cronologia presenze e reti in nazionale
| Cronologia completa delle presenze e delle reti in nazionale ― Egitto olimpica | Cronologia completa delle presenze e delle reti in nazionale ― Egitto olimpica | Cronologia completa delle presenze e delle reti in nazionale ― Egitto olimpica | Cronologia completa delle presenze e delle reti in nazionale ― Egitto olimpica | Cronologia completa delle presenze e delle reti in nazionale ― Egitto olimpica | Cronologia completa delle presenze e delle reti in nazionale ― Egitto olimpica | Cronologia completa delle presenze e delle reti in nazionale ― Egitto olimpica | Cronologia completa delle presenze e delle reti in nazionale ― Egitto olimpica |
| Data                                                                           | Città                                                                          | In casa                                                                        | Risultato                                                                      | Ospiti                                                                         | Competizione                                                                   | Reti                                                                           | Note                                                                           |
| ------------------------------------------------------------------------------ | ------------------------------------------------------------------------------ | ------------------------------------------------------------------------------ | ------------------------------------------------------------------------------ | ------------------------------------------------------------------------------ | ------------------------------------------------------------------------------ | ------------------------------------------------------------------------------ | ------------------------------------------------------------------------------ |
| 24-7-2024                                                                      | Nantes                                                                         | Egitto olimpica                                                                | 0 – 0                                                                          | Rep. Dominicana olimpica                                                       | Olimpiadi 2024 - 1º turno                                                      | -                                                                              | 87’                                                                            |
| 27-7-2024                                                                      | Nantes                                                                         | Uzbekistan olimpica                                                            | 0 – 1                                                                          | Egitto olimpica                                                                | Olimpiadi 2024 - 1º turno                                                      | -                                                                              |                                                                                |
| 30-7-2024                                                                      | Bordeaux                                                                       | Spagna olimpica                                                                | 1 – 2                                                                          | Egitto olimpica                                                                | Olimpiadi 2024 - 1º turno                                                      | -                                                                              | 46’                                                                            |
| 2-8-2024                                                                       | Marsiglia                                                                      | Egitto olimpica                                                                | 1 – 1 dts (6 - 5 dcr)                                                          | Paraguay olimpica                                                              | Olimpiadi 2024 - Quarti di finale                                              | -                                                                              | 111’                                                                           |
| 5-8-2024                                                                       | Décines-Charpieu                                                               | Francia olimpica                                                               | 3 – 1 dts                                                                      | Egitto olimpica                                                                | Olimpiadi 2024 - Semifinale                                                    | -                                                                              | 90’                                                                            |
| 8-8-2024                                                                       | Nantes                                                                         | Egitto olimpica                                                                | 0 – 6                                                                          | Marocco olimpica                                                               | Olimpiadi 2024 - Finale 3° posto                                               | -                                                                              | 46’                                                                            |
| Totale                                                                         |                                                                                | Presenze                                                                       | 6                                                                              |                                                                                | Reti                                                                           | 0                                                                              |                                                                                |

## Palmarès

### Club

#### Competizioni nazionali
- Campionato egiziano: 2

Al-Ahly: 2022-2023, 2024-2025
- Coppa d'Egitto: 2

Al-Ahly: 2021-2022, 2022-2023
- Supercoppa d'Egitto: 3

Al-Ahly: 2022, 2023, 2024

#### Competizioni internazionali
- CAF Champions League: 2

Al-Ahly: 2022-2023, 2023-2024
- Coppa Intercontinentale FIFA - Coppa Africa-Asia-Pacifico: 1

Al-Ahy: 2024